# Birdy (musiker)
 For alternative betydninger, se Birdy. (Se også artikler, som begynder med Birdy)
Jasmine van den Bogaerde (født 15. maj 1996), kendt under kunstnernavnet Birdy, er en engelsk singer-songwriter
Hun vandt i 2008 som 12-årig musikkonkurrencen Open Mic UK. Hendes debutsingle var hendes version af Bon Ivers "Skinny Love".
Den 7. november 2012 udgav hun sit debutalbum Birdy. 